# Marie-Louise Razafinkeriefo de Madagascar
La princesse Marie-Louise Razafinkeriefo de Madagascar, née le 1er mai 1897 et morte le 18 janvier 1948, est la dernière héritière des rois et reines de Madagascar. Elle est une petite-nièce, et la fille adoptive, de Ranavalona III. Elle naît à La Réunion où sa famille avait été déportée par l'État français. Elle est contrainte ensuite de vivre en Algérie et en France métropolitaine. Pendant la Seconde Guerre mondiale, elle intervient dans le conflit comme infirmière.

## Biographie

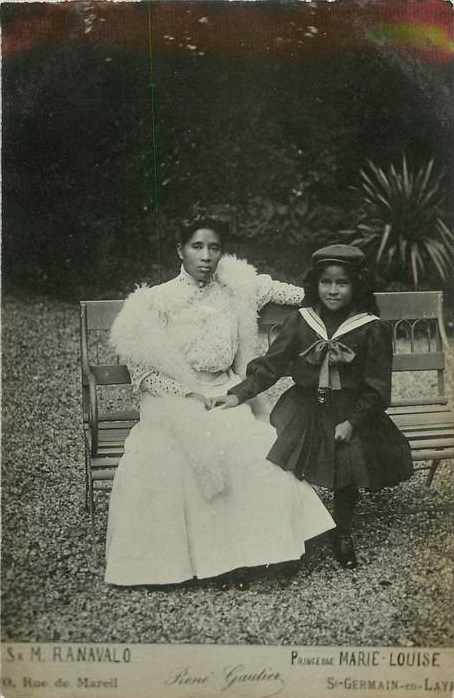
La princesse Marie-Louise Razafinkeriefo (à droite) avec la reine Ranavalona III à Saint-Germain-en-Laye, en 1905.

La princesse Marie-Louise Razafinkeriefo (quelquefois appelée Marie-Louise Razafinandriamanitra) naît en exil le 1er mai 1897 à l'Hôtel de l'Europe à Saint-Denis, à La Réunion. Sa mère, la princesse Razafinandriamanitra, est une fille de la princesse Rasendranoro et une nièce de Ranavalona III. Marie-Louise est une enfant illégitime, car sa mère l'a conçue avec un soldat français resté inconnu. Elle naît alors que la famille royale se trouve en exil sur l'île de La Réunion, après l'abolition de la monarchie malgache par l'État colonial français. Sa mère meurt cinq jours après avoir accouché. Bien que la famille royale soit protestante, Marie-Louise est baptisée dans la foi catholique à la cathédrale de Saint-Denis pour apaiser les Français. Elle est ensuite adoptée par la reine Ranavalona et est, selon les règles traditionnelles de succession, l'héritière présomptive du trône aboli de Madagascar.
Un mois après son arrivée à Saint-Denis, la famille royale est installée dans la maison Ponama, près des bureaux du gouvernement français. La maison royale comprend, outre la reine et les princesses, deux secrétaires, une cuisinière, une bonne et des domestiques. Ils vivent dans cette maison pendant près de deux ans avant d'être déplacés par le gouvernement français. En raison des tensions entre la France et le Royaume-Uni à propos de la crise de Fachoda au Soudan, les fonctionnaires français craignent que la population de l'île de Madagascar ne se rebelle une fois de plus contre le gouvernement français. La présence de la reine Ranavalona à La Réunion étant considérée comme une source possible d'encouragement pour les rebelles malgaches, la famille royale est déportée sur des terroires français plus éloignés. Le 1er février 1899, la famille monte à bord du navire à vapeur Yang-Tse et s'embarque pour Marseille. Elle est détenue en France pendant plusieurs mois avant d'être transférée dans une villa de Mustapha Supérieur en Algérie française.
La princesse Marie-Louise Razafinkeriefo quitte l'Algérie pour la France afin de suivre des études secondaires au lycée de jeunes filles de Versailles, période pendant laquelle sa grand-tante, la reine Ranavalona III, meurt en 1917. En France, Marie-Louise rencontre un ingénieur agronome français nommé André Bosshard. Ils se marient le 24 juin 1921. Elle continue à recevoir une petite pension du gouvernement français, mais décide de poursuivre une carrière d'infirmière. Elle est décorée de la Légion d'honneur par le gouvernement français pour ses services médicaux pendant la Seconde Guerre mondiale. Le mariage de Marie-Louise Razafinkeriefo et André Bosshard est sans enfant, et ils divorcent par la suite. Elle vit les dernières années de sa vie sociale dans la haute société parisienne. Elle meurt à Bazoches-sur-le-Betz le 18 janvier 1948.